# Ола (дем Бук)
Ола Бекташ, още Ула Бекташ или Ола (на гръцки: Πλατανόβρυση, Платановриси), е село в Република Гърция, разположено на територията на дем Бук (Паранести) в област Източна Македония и Тракия.

## География
Ола се намира на 320 m надморска височина, на 23 километра източно от град Драма.

## История
В началото на XX век Ола Бекташ е село в Драмска кааза на Османската империя. Според статистиката на Васил Кънчов („Македония. Етнография и статистика“) в 1900 година Ула Бекъ Ташъ има 450 жители, всички турци.
При избухването на Балканската война в 1912 година един човек от Ола е доброволец в Македоно-одринското опълчение.
След Междусъюзническата война в 1913 година, селото попада в Гърция. В 1923 година по силата на Лозанския договор жителите му като мюсюлмани са изселени в Турция и на тяхно място са заселени гърци бежанци. Към 1928 година селото е изцяло бежанско с 41 семейства и общо 165 души.
Населението се занимава с отглеждане на тютюн, жито и други земеделски култури, както и със скотовъдство.
| Име                 | Име            | Ново име              | Ново име              | Описание                             |
| ------------------- | -------------- | --------------------- | --------------------- | ------------------------------------ |
| Капсала или Шапкала | Σιαπκαλά       | Капело                | Καπέλλο               | връх в Урвил на ЮИ от Ола (905 m)    |
| Деделер             | Ντέντελερ      | Герос                 | Γέρος                 |                                      |
| Карагач             | Καραγάτς Όλά ς | Мавродендри           | Μαυροδένδρι           | връх в Урвил на ЮИ от Ола (823,5 m)  |
| Рамазан             | Ραμαζάν        | Криовриси             | Κρυόβρυση             |                                      |
| Кеик Чухур          | Κέικ Τσιουχούρ | Заркадотопос          | Ζαρκαδότοπος          |                                      |
| Мал чал             | Μικρό Τσάλ     | Микро Ипсома          | Μικρό Ύψωμα           | връх в Урвил на ЮИ от Ола (1196,6 m) |
| Сулу                | Σουλοϋ         | Неруло                | Νερουλό               | река в Урвил, ляв приток на Дан      |
| Карамелик           | Καραμελίκ      | Дасорема              | Δασόρρεμα             | връх в Урвил на И от Ола (1053,1 m)  |
| Кара Балкан         | Καρά Βαλκάν    | Мавровуни             | Μαυροβούνι            | връх в Урвил на И от Ола (1029 m)    |
| Олски ниви          | Χωράφια Όλάς   | Хорафия Платановрисис | Χωράφια Πλατανόβρυσης | местност в Урвил на И от Ола         |
| Ескикьой            | Έσκήκια        | Палеохори             | Παλαιοχώρι            |                                      |
| Маса Търла          | Μασά Ταρλά     | Веланидиес            | Βελανιδιές            | местност на СЗ от Ола                |

| Година    | 1913 | 1920 | 1928 | 1940 | 1951 | 1961 | 1971 | 1981 | 1991 | 2001 | 2011 | 2021 |
| --------- | ---- | ---- | ---- | ---- | ---- | ---- | ---- | ---- | ---- | ---- | ---- | ---- |
| Население | 332  | 220  | 248  | 393  | 297  | 285  | 171  | 125  | 161  | 162  | 58   | 42   |

## Личности
Родени в Ола
- Димитър Николов, македоно-одрински опълченец, Второ отделение, Втора рота на 13-а Кукушка дружина[7]